# Calisson
Calisson je cukrovinka vyráběná ve městě Aix-en-Provence. Základní surovinou je kandovaný cukrový meloun, který se smíchá s pomerančovou kůrou, cukrem a utlučenými mandlemi. Hmota se propracuje, vyválí a rozprostře na jedlý papír, pak se z ní vykrajují kousky ve tvaru mandle, které se pokryjí polevou z cukru a vaječných bílků a usuší (nepečou).
První zmínky o calissons pocházejí z Itálie z dvanáctého století. Podávaly se na svatbě krále Reného z Anjou a získaly si v jižní Francii velkou oblibu. Jejich konzumace je spojena s tradiční poutí do kostela Notre-Dame de la Seds konanou 1. září. V Aix se ročně vyrobí více než dvě stě tun calissons.
Calissons z oblasti Provence mají chráněnou známku původu.